# Gisèle Vallerey (nageuse)
Pour les articles homonymes, voir Gisèle Vallerey.
Gisèle Vallerey, née le 22 janvier 1930 à Amiens et morte le 28 septembre 2010 à La Seyne-sur-Mer est une nageuse française, recordwoman du monde du 100 mètres papillon en 1950.

## Biographie
Gisèle Vallerey naît à Amiens le 22 juin 1930 dans une famille de nageurs. Son père, Georges, a pris part aux Jeux olympiques d'été de 1924, à Paris, sur 200 m brasse. Son frère aîné Jehan né en 1925 est champion de France en grand bassin du 400 m nage libre en 1946 et Georges né en 1927, médaille de bronze sur 100 m dos aux Jeux olympiques d'été de 1948 à Londres.

## Carrière sportive
Licenciée aux Dauphins du TOEC puis au Racing universitaire de Casablanca, elle participe aux Jeux olympiques de Londres en 1948 à 18 ans, aux championnats d'Europe de Vienne deux ans plus tard et s'approprie le record du monde du 100 m papillon en 1 minute 17 secondes et 4/10 le 23 avril 1950 à Casablanca.
Elle remporte le Prix Monique Berlioux en 1950.
Gisèle Vallerey décède à La Seyne-sur-Mer le 28 septembre 2010 à l'âge de 80 ans.